# みりたり!
『みりたり！』 (MILITARY!) は、まもウィリアムズによる日本の4コマ漫画作品。『まんがぱれっとLite』（一迅社）誌上でVOL.1よりVOL.38（最終号）まで連載された後、掲載誌を『まんが4コマぱれっと』に移して2011年5月号から2013年7月号まで連載された。なお、同誌2014年4月号より連載が開始された続編『みりたり！ 乙型』（みりたり おつがた）についても本項で扱う。

## 概要
平凡なオタクの高校生・矢野宗平の元に現れたのは戦車に乗った少女・ルト中尉とハルカ少尉だった。一般常識の大きく欠けた軍人少女達と、それに巻き込まれる一般人の宗平、そして彼らをいじっては楽しむお隣さんのドタバタを描くミリタリー要素を多分に含むストーリー4コマ漫画。
2015年1月よりテレビアニメが放送された。

## 登場人物

### クラコウジア公国軍
ルトガルニコフ中尉
声 - 東山奈央
子供のように見えるが、特殊部隊中尉で宗平を保護するためにやって来た。通称「ルト中尉」。
銃オタで武器講座を実施したこともあり、戦車を愛用する。一般常識に大きく欠けるところがあり、何かとトラブルを起こす中心人物。特技はゲリラ拠点の急襲で、特に機動打撃部隊で一気に殲滅するものが得意らしい。ガスマスクを可愛いと思っている等、感性もずれた所がある。ししゃもが好物。
何をするにも必ず銃などの武器を取り出すが、最近はそれを「予定調和」だと分かっていながらやっている。
ハルカ少尉
声 - 佐倉綾音
子供に見えるが爆発工作のプロで狙撃の腕も高く、バイクの改造などの工作も得意な特殊部隊の少尉。
ウサギやクマのプリントが描かれたパンツを愛用している。ルト同様に一般常識に欠けるものの、彼女のストッパーでもある。その一方、キャリアを重視するためにそれを餌にルトにいいように使われることもある。魔法少女アニメ『マジカルエミル』のファンで、作戦名目でコスプレをしたこともある。実は心霊モノ等が苦手。
何かと素直でない発言が目立つ、いわゆるツンデレ。
アリア・グラスマン大佐
声 - 鈴木美咲
ルトの教官で、左目辺りに傷跡があり、眼鏡をかけている。
父も祖父も職業軍人であり、軍人家系の名門の生まれであり、自身も数々の武勲をあげた本物のエリート。ナイフを使った接近戦の達人で、割り箸だけでルトとハルカを圧倒する実力だが、ドジなところや子供っぽいところがある。ルトを溺愛しており、事あるごとにハグしている。現在は宗平の家に居座っているうえ、彼に惚れているが、全く気付かれていない。
自国での人気は高いようで、「紛争の友」のおまけの抱き枕の絵柄になった時は、奪い合いが内戦にまで発展した。
おっさん
声 - 黒田崇矢
「紛争の友」という雑誌の通販部として登場。所属は「クラコウジア通販配達部」。
ごつい見た目だが、実際は下から2番目の階級である一等兵。全身傷だらけだが、ほぼ全て味方（ルトやハルカ）から受けた傷。宗平の家が半壊した際には建て直しのために派遣された。再建の完了後もなぜか宗平の家に居座っている。水野に惚れているが、全く相手にされていない。
人の顔色ばかりうかがって生きてきたため、顔を見ただけで何を考えているのか分かるが、空気は読めない。

### グラニア共和国軍
シャチーロフ軍曹
声 - 水瀬いのり
ルト中尉達同様見た目は幼いが、クラコウジア公国と敵対するグラニア共和国の軍人で、宗平を殺すためにやって来た。
面倒臭がりで、移動手段は主に宅配便の箱の中に入って配達してもらうこと。そのためなのか、ダンボール好き。見た目に反して非常に重いマイクロガンを2つ抱えて操る。現在は宗平の隣の水野家に居候しながら、常に宗平暗殺の機会を狙っているものの未だ達成できず、ルトたちとも親しくなりつつある。基本的に怖いもの知らずだが、水野には逆らえない。
グルー
声 - 櫻井孝宏
グラニア陸軍伍長。ルト達の側にアリア大佐が加わったことにより増員された。
シャチーロフに心酔しており、さらに自覚の有無は不明ではあるが、相当なドM体質。シャチーロフのことを「ご主人様」と呼び、自ら「犬」として飼われている。前髪が長く、目元が常に影となっている。

### 一般人
矢野宗平（やの そうへい）
声 - 山谷祥生
ぱっとしない高校2年生でオタク。本作の主人公であり、一番の被害者。
オタクである以外は平凡な高校生で、唯一まともな常識を心得ているため、何かと苦労を一手に引き受けることになる。自身も「ゲームばっかりの人生」と言っており、ゲームの腕だけはよく、アーケードのガンシューティングでも好成績を残している。
水野ゆかり（みずの ゆかり）
声 - 寺崎彩乃
宗平の隣の家に住む女性で、一人暮らしの26歳。
ややずれた感覚の持ち主で、この状況を一番楽しんでおり、宗平達をよくいじっている。そのため、彼女が事態に関わると必ずと言っていいほど更に事態はややこしくなる（ややこしくする）。体力自体は人並だが、ルトやシャチーロフ達を制止させることができるという、ある意味最強の人物。作中唯一の糸目の人物でもある。何かと無茶をしたりさせたりするものの、それによって自分が被害を受けることもままある。
宗平の家が半壊して工事中の間、宗平達を自分の家で引き受けていた。
ソウイチ・ヤノ（アニメのクレジットでは「矢野宗一」）
声 - チョー
宗平の父。本来はただのセールスマンだったが、クラコウジア公国に着いたとたんに書類ミスで軍隊に入れられる。
そのまま傭兵として活躍しながらグラニア共和国を有利に導き、英雄となってしまう。そのために宗平の身が危なくなり、ルト中尉とハルカ少尉を宗平の元に送った張本人でもある。傭兵でありながら、大佐の階級にある。
頭がちょっと寂しくなってきており、宗平に「発毛大百科」という番組の録画を依頼したことがある。

### その他
ツェツェーリエ
声 - 茅野愛衣
一時的に日本で保護したグラニア共和国の亡命者。フルネームは「ツェツェーリエ・ツェティーベルグ・ファン・バルト」。金髪碧眼の美人だが、ドS。
まもちゃん
声 - 新井里美
テレビアニメ予告パート「まもちゃんのミリタリー講座」に登場。

## 書誌情報
- まもウィリアムズ 『みりたり！』 一迅社 〈4コマKINGSぱれっとコミックス〉、全5巻
  1. 2009年9月5日発行 ISBN 978-4-7580-8057-6
  2. 2010年7月5日発行 ISBN 978-4-7580-8084-2
  3. 2011年5月5日発行 ISBN 978-4-7580-8118-4
  4. 2012年5月5日発行 ISBN 978-4-7580-8147-4
  5. 2013年7月5日発行 ISBN 978-4-7580-8182-5
- まもウィリアムズ 『みりたり！ 乙型』 一迅社 〈4コマKINGSぱれっとコミックス〉、全4巻
  1. 2015年1月14日発売 ISBN 978-4-7580-8223-5
  2. 2016年1月22日発売 ISBN 978-4-7580-8257-0
  3. 2017年3月29日発売 isbn 978-4-7580-8280-8
  4. 2018年5月22日発売 ISBN 978-4-7580-8306-5

## テレビアニメ
2014年7月のワンダーフェスティバルにおいてアニメ化が発表され、2015年1月よりテレ玉などで5分枠の短編アニメとして放送された。テレビ放送では放送開始の約1週間前に「放送直前スペシャル」（実写番組）を放送。ネット配信では同番組を第0話として配信。

### スタッフ
- 原作 - まもウィリアムズ『みりたり！』『みりたり！ 乙型』
- 監督・脚本・絵コンテ - 木村寛
- キャラクターデザイン - 長森佳容
- 美術監督 - HAL-ART
- 色彩設計 - 小山知子
- 撮影監督 - 柏木健太郎
- 編集 - 市村賢人、金山慶成
- 音響監督 - 大室正勝
- 音楽 - 羽鳥風画
- 音響制作 - ダックスプロダクション
- プロデューサー - 井熊勝博、新宿五郎、山崎明日香、西岡瞳、ひらさわひさよし
- 制作プロダクション - ドリームクリエイション
- アニメーション制作 - Creators in Pack
- 製作著作 - クラコウジア公国軍極東部隊

### 主題歌
全作曲 - 羽鳥風画。
「みりたりずむ！ M870ver.」（第1話 - 第4話）
作詞 - 森永桐子 / 歌 - ルトガルニコフ中尉（東山奈央）
「みりたりずむ！ M700ver.」（第5話 - 第8話）
作詞 - はともり。 / 歌 - ハルカ少尉（佐倉綾音）
「みりたりずむ！ マイクロガンver.」（第10話 - 第11話）
作詞 - 森永桐子 / 歌 - シャチーロフ軍曹（水瀬いのり）
「みりたりずむ！」（第9話テーマ曲）

### 各話リスト
| 話数               | サブタイトル           | 演出     | 作画監督 （総作画監督） |
| ------------------ | ---------------------- | -------- | ----------------------- |
| MISSION 1          | 任務開始！             | 木村寛   | 長森佳容                |
| MISSION 2          | 刺客!!配送!?           | 木村寛   | 長森佳容                |
| MISSION 3          | 極寒の新兵器！         | 五味伸介 | 花井柚都子 （長森佳容） |
| MISSION 4          | 隣の最終兵器!!         | 萩原省智 | 萩原省智                |
| MISSION 5          | 核弾頭捕縛!!           | 木村寛   | 阿部可奈子              |
| MISSION 6          | 援軍到着!!             | 木村寛   | 阿部可奈子              |
| MISSION 7          | 上陸作戦成功？         | 五味伸介 | 浜野皐月                |
| MISSION 8          | 作戦名魔法少女!!       | 萩原省智 | 萩原省智                |
| MISSION 9          | 最後の夜…              | 木村寛   | 長森佳容                |
| MISSION 10         | グルー戦記…            | 辻村梅子 | 椎葉幹朗 中尾香奈美     |
| MISSION 11         | 亡命の子女!?           | 萩原省智 | 前田義宏                |
| MISSION 12         | みりたり！             | 野崎麗子 | 野崎麗子                |
| MISSION 13(未放送) | たまたま消滅する白き光 | 板庇迪   | 花井柚都子 （長森佳容） |

### 放送局
| 放送期間                | 放送時間                     | 放送局     | 対象地域 | 備考                        |
| ----------------------- | ---------------------------- | ---------- | -------- | --------------------------- |
| 2015年1月7日 - 3月25日  | 水曜 23:25 - 23:30           | AT-X       | 日本全域 | 製作参加 / リピート放送あり |
| 2015年1月9日 - 3月27日  | 金曜 1:00 - 1:05（木曜深夜） | テレ玉     | 埼玉県   | 製作参加                    |
|                         | 金曜 1:30 - 1:35（木曜深夜） | KBS京都    | 京都府   |                             |
| 2015年1月10日 - 3月28日 | 土曜 1:45 - 1:50（金曜深夜） | tvk        | 神奈川県 |                             |
| 2015年1月13日 - 3月31日 | 火曜 2:30 - 2:35（月曜深夜） | サンテレビ | 兵庫県   |                             |

| 放送期間               | 放送時間        | 放送局             | 備考 |
| ---------------------- | --------------- | ------------------ | --- |
| 2015年1月14日 - 4月1日 | 水曜 21:00 更新 | ニコニコチャンネル | 1月7日から第0話を配信。 第0話 - 第2話無料、第3話以降1週間無料。                                           |
|                        |                 | バンダイチャンネル | 1月7日から第0話を配信。 有料会員向けに1週間配信後一般向けに配信。 第0話 - 第2話無料、第3話以降1週間無料。 |
| 2015年1月21日 - 4月8日 |                 | GYAO!              | 1月14日から第0話を配信。 第0話 - 第2話無料、第3話以降1週間無料。                                          |

### BD / DVD
2015年3月20日にBD (DCBD-10) と DVD (DCDV-6) が発売された。